# Zur Geschichte der bolschewistischen Organisationen in Transkaukasien
Zur Geschichte der bolschewistischen Organisationen in Transkaukasien (russisch К вопросу об истории большевистских организаций в Закавказье) ist der Titel eines auch in Buchform erschienenen Berichtes, den Lawrenti Beria auf der Versammlung des Tifliser Parteiaktivs vom 21. bis 22. Juli 1935 erstattete.

## Veröffentlichungsgeschichte
In Buchform erschien die Rede erstmals im Verlag Partisdat in Moskau auf Russisch. 1936 veröffentlichte die Verlagsgenossenschaft ausländischer Arbeiter in der UdSSR eine deutschsprachige Fassung, eine weitere, ergänzte und durchgesehene Ausgabe erschien beim selben Verlag im darauf folgenden Jahr. Eine neue, erweiterte Version folgte 1940 über den Verlag für fremdsprachige Literatur in Moskau. 1947 wurde eine ergänzte Fassung in russischer Sprache herausgegeben, der Dietz Verlag veröffentlichte diese in Deutsch im Jahr 1950 als Band 20 der Reihe Bücherei des Marxismus-Leninismus. Die letzte, neunte, Ausgabe erschien 1952.

## Inhalt
Der Text gliedert sich in die Vorrede sowie vier Abschnitte:

### Zur Geschichte der Entstehung und Herausbildung der bolschewistischen Organisationen in Transkaukasien (1897–1904)
Beria beginnt mit den Aktivitäten der Messame-Dassi-Gruppe um Noë Jordania, stellt jedoch deren positive Haltung dem Kapitalismus gegenüber heraus. In dieser Organisationen bildete sich eine revolutionär ausgerichtete Minderheit, der u. a. Stalin angehörte und die sich insbesondere aufgrund von Meinungsverschiedenheiten über die Nutzung der illegalen Presse zunehmend emanzipierte. Die Mitglieder dieser Minorität standen infolge des II. Parteitages der SDAPR auf Seiten der Bolschewiki.
Stalin leitete die Gründung von Arbeiterorganisationen und die Durchführung von Streiks, z. B. in Batum, wo eine Arbeitsniederlegung am 8. März 1902 durch die Polizei gewaltsam aufgelöst wurde. Weiterhin wird das Wirken von Aleksandre Zulukidse und Lado Kezchoweli hervorgehoben.

### Zur Geschichte der bolschewistischen Organisationen Transkaukasiens in der Periode der ersten russischen Revolution (1905–1907)
Das Kapitel beginnt mit Stalins Flucht aus der Verbannung im Jahr 1904. Im Folgenden wird die Tätigkeit des Kaukasischen Bundeskomitees der SDAPR beschrieben, die sich aufgrund der Spaltung der Partei gegen menschewistische Organisationen wie das Tifliser Komitee der SDAPR wandte, mehrere regionale Komitees bolschewistischer Prägung schuf und diverse Zeitungen herausgab. Infolge der Revolution von 1905 kommt es zu mehreren Streiks und Bodenenteignungen von Großgrundbesitzern.
Insbesondere der zweite Teil des Kapitels ist von der Betrachtung ideologischer Unterschiede zwischen Bolschewiki und Menschewiki sowie anderen oppositionellen Gruppierungen geprägt, u. a. mit Verweis auf Lenins Schrift Zwei Taktiken der Sozialdemokratie in der demokratischen Revolution (1905).

### Zur Geschichte der bolschewistischen Organisationen Transkaukasiens in der Periode der Reaktion und des Aufschwungs der Arbeiterbewegung (1907–1913)
Im dritten Kapitel liegt der Fokus insbesondere auf Stalin, mehrere seiner Schriften aus dieser Zeit werden zitiert. Auch seine in Baku verbüßte Haftstrafe im Jahr 1908 findet Erwähnung.
In dieser Periode kommt es trotz anfänglicher Wiederannäherungen zum endgültigen Bruch zwischen Bolschewiki und Menschewiki, der sich auch in der ablehnenden Haltung der Bolschewiki gegenüber der Duma zeigt. Prägend ist hier letztlich die Prager Konferenz von 1912.
In Baku wird ein bolschewistisches Komitee gegründet, das Einfluss auf die örtliche Arbeiterbewegung sowie auf Proletarier in anderen Bezirken nimmt, insbesondere in der Erdölindustrie. Zudem erhalten die örtlichen Organe personelle Unterstützung durch russische Genossen.
Im Gegensatz zu Baku hat die Bewegung in Tiflis aufgrund des dortigen sozialen Gefüges anfangs nur bedingt Zulauf.

### Zur Geschichte des Kampfes gegen die nationalistischen Abweichungen (1913–1924)
Bezug nehmend auf Stalins Schrift Marxismus, nationale und koloniale Frage aus dem Jahr 1913 wird gegen eine national-kulturelle Autonomie der Kaukasusregion Stellung bezogen. In dieser Haltung stehen die Bolschewiki in Gegensatz zu den Menschewiki und bürgerlichen Parteien, was nach der Oktoberrevolution auf mehreren Parteitagen zum Ausdruck kommt. In diesem Zusammenhang findet auch die trotzkistische Opposition Erwähnung. Die Eisenbahnen und Außenhandelsstellen Transkaukasiens werden vereinigt, weitere Zusammenschlüsse auf wirtschaftlichem Gebiet scheitern aber zunächst. Insbesondere in Georgien bestehen auch innerhalb der Bolschewiki Tendenzen gegen die Gründung der Transkaukasischen Föderation. Dennoch entsteht im Jahr 1922 der Föderativbund der Sozialistischen Republiken Transkaukasiens mit Vertretern Georgiens, Aserbaidschans und Armeniens. Den einzelnen Völker wird ein Autonomiestatus gewährt. In Aserbaidschan beteiligt sich v. a. Sergei Mironowitsch Kirow an der Zerschlagung der nationalistischen Opposition. In Georgien tritt Noë Jordania an die Spitze einer bürgerlichen Bewegung, die im Konflikt mit den Bolschewiki jedoch ebenfalls unterliegt.
Die erweiterte Fassung des Buches enthält zusätzliche Ausführungen Berias zur Prager Konferenz von 1912, die erstmals in der Prawda vom 26. Oktober 1935 erschienen, eine Übersicht zu Stalins Haftstrafen und Fluchten sowie Anmerkungen zu Namen, Begriffen und Ereignissen, die im Text erwähnt werden.

## Zweifel an der Urheberschaft
Während des Plenums des ZK der KPdSU im Juli 1953 behauptete Wjatscheslaw Michailowitsch Molotow, nicht Beria, sondern ihm nahe stehende Parteimitglieder hätten die Schrift verfasst, deren Urheberschaft sich der ehemalige Geheimdienstchef aus karrieristischen Gründen jedoch selbst zusprach. Den Vorwurf, das Buch trotz darin enthaltener Fehler zur Eigenwerbung genutzt zu haben, erhob während derselben Veranstaltung auch Anastas Mikojan.

## Ausgaben (Auswahl)
- Lawrenti Beria: Zur Geschichte der bolschewistischen Organisationen in Transkaukasien. Verlagsgenossenschaft ausländischer Arbeiter in der UdSSR, Moskau 1936.
- Lawrenti Beria: Zur Geschichte der bolschewistischen Organisationen in Transkaukasien. Neue, erweiterte Ausgabe. Dietz Verlag, Berlin 1950.